# Guvernul Giorgia Meloni
Guvernul Giorgia Meloni este cel de al 68-lea guvern al Republicii Italiene, primul condus de fostul Ministrul al Tineretului și președintele partidului Frații Italiei, Giorgia Meloni, care este de asemenea și prima femeie care ocupă funcția de Prim-ministru al Italiei. Guvernul a fost anunțat pe 21 octombrie 2022 și a depus oficial jurământul pe 22 octombrie. A fost descris diferit ca o trecere la dreapta politică, precum și prima coaliție condusă de extrema dreaptă din 1945.

## Partidele membre
La momentul formării guvernului, miniștrii săi făceau parte din următoarele partide.
| Partid | Partid               | Poziție                      | Ideologie principală    | Lider             |
| ------ | -------------------- | ---------------------------- | ----------------------- | ----------------- |
|        | Frații Italiei (FdI) | Dreapta spre extrema dreaptă | Conservatorism național | Giorgia Meloni    |
|        | Liga Nordului (Lega) | Dreapta spre extrema dreaptă | Populism de dreapta     | Matteo Salvini    |
|        | Forza Italia (FI)    | Centru-dreapta               | Conservatorism liberal  | Silvio Berlusconi |

## Distribuția ministerelor conform afilierii politice

### Miniștri
| - Frații Italiei | 10 |
| - Liga           | 5  |
| - Forza Italia   | 5  |
| - Independenți   | 5  |

## Consiliul de Miniștri
| Minister                                                  | Nume                     | Partid | Partid         | Perioadă     |
| --------------------------------------------------------- | ------------------------ | ------ | -------------- | ------------ |
|                                                           |                          |        |                |              |
| Prim-ministru                                             | Giorgia Meloni           |        | Frații Italiei | 2022–prezent |
|                                                           |                          |        |                |              |
| Viceprim-miniștri                                         | Antonio Tajani           |        | Forza Italia   | 2022–prezent |
| Viceprim-miniștri                                         | Matteo Salvini           |        | Liga           | 2022–prezent |
|                                                           |                          |        |                |              |
| Ministrul Afacerilor Externe                              | Antonio Tajani           |        | Forza Italia   | 2022–prezent |
| Ministrul Afacerilor Interne                              | Matteo Piantedosi        |        | Independent    | 2022–prezent |
| Ministrul Justiției                                       | Carlo Nordio             |        | Frații Italiei | 2022–prezent |
| Ministrul Apărării                                        | Guido Crosetto           |        | Frații Italiei | 2022–prezent |
| Ministrul Economiei și Finanțelor                         | Giancarlo Giorgetti      |        | Liga           | 2022–prezent |
| Ministrul pentru Afaceri și Fabricație în Italia          | Adolfo Urso              |        | Frații Italiei | 2022–prezent |
| Ministrul Agriculturii și Suveranității Mâncării          | Francesco Lollobrigida   |        | Frații Italiei | 2022–prezent |
| Ministrul Mediului și Securității Energetice              | Gilberto Pichetto Fratin |        | Forza Italia   | 2022–prezent |
| Ministrul pentru Infrastructură Sustenabilă și Mobilitate | Matteo Salvini           |        | Liga           | 2022–prezent |
| Ministrul Muncii și Politicilor Sociale                   | Marina Calderone         |        | Independent    | 2022–prezent |
| Ministrul Educației                                       | Giuseppe Valditara       |        | Liga           | 2022–prezent |
| Ministrul Universității și Cercetării                     | Anna Maria Bernini       |        | Forza Italia   | 2022–prezent |
| Ministrul Culturii                                        | Gennaro Sangiuliano      |        | Independent    | 2022–prezent |
| Ministrul Sănătății                                       | Orazio Schillaci         |        | Independent    | 2022–prezent |
| Ministrul Turismului                                      | Daniela Santanchè        |        | Frații Italiei | 2022–prezent |
|                                                           |                          |        |                |              |
| Ministrul pentru Relația cu Parlamentul                   | Luca Ciriani             |        | Frații Italiei | 2022–prezent |
| Ministrul Administrației Publice                          | Paolo Zangrillo          |        | Forza Italia   | 2022–prezent |
| Ministrul Afacerilor Regionale și Autonomiei              | Roberto Calderoli        |        | Liga           | 2022–prezent |
| Ministrul pentru Mare și Sud                              | Nello Musumeci           |        | Frații Italiei | 2022–prezent |
| Ministrul Familiei, Natalității și Egalității de Șanse    | Eugenia Roccella         |        | Frații Italiei | 2022–prezent |
| Ministrul Afacerilor Europene                             | Raffaele Fitto           |        | Frații Italiei | 2022–prezent |
| Ministrul pentru Dizabilități                             | Alessandra Locatelli     |        | Liga           | 2022–prezent |
| Ministrul Sportului și Politicilor de Tineret             | Andrea Abodi             |        | Independent    | 2022–prezent |
| Ministrul pentru Reforme Instituționale                   | Elisabetta Casellati     |        | Forza Italia   | 2022–prezent |
|                                                           |                          |        |                |              |
| Secretarul Consiliului de Miniștri                        | Alfredo Mantovano        |        | Independent    | 2022–prezent |